# Willyan Mimbela
Willyan Junior Mimbela Cáceres, né le 15 mai 1992 à Lima au Pérou, est un footballeur péruvien. Il évolue au poste de milieu de terrain.

## Biographie
Formé à l'AD Cantolao, Mimbela débute en 2e division en 2009 à l'América Cochahuayco. Le 13 août 2010, il fait ses débuts en 1re division au sein de l'Universitario de Deportes, face au FBC Melgar. Il a l'occasion de remporter avec l'équipe de jeunes de l'Universitario la Copa Libertadores des moins de 20 ans en 2011.
En 2012, il rejoint le Sport Huancayo où il inscrit son premier doublé en championnat du Pérou, le 22 juillet 2012, à l'occasion de la réception du Sporting Cristal (résultat 2-2). Il s'engage en faveur de ce dernier l'année suivante, avant de tenter sa chance en Europe, en 2014, au CD Nacional de l'île de Madère, où il n'arrive pas à percer. 
Revenu au Pérou, il signe en 2015 pour l'Alianza Lima et y inscrit un second doublé en championnat, le 5 juillet 2015, à nouveau face au Sporting Cristal (victoire à l'extérieur 3-1). Sa carrière se poursuit dans son pays natal, puisqu'il s'engage avec l'Ayacucho FC en 2017. Avec cette équipe, il marque un troisième doublé en 1re division, le 24 juin 2017, lors de la réception du Juan Aurich (victoire 3-1). En 2018, il est transféré à l'Unión Comercio au sein duquel il marque son quatrième doublé en championnat, le 17 août 2018, sur la pelouse du Sport Rosario (victoire 0-2).
En 2019, il s'expatrie en Iran, au Tractor Club, où il est présenté comme le « Maradona péruvien ». Il fait parler sa technique en marquant un somptueux but sur coup franc à près de 40 mètres du but adverse, le 21 octobre 2019, lors de la 7e journée de la Persian Golf Pro League 2019-2020 sur le terrain du FC Nassaji Mazandaran (victoire 0-4).

## Palmarès
| Universitario de Deportes - Copa Libertadores -20 ans (1) : - Vainqueur : 2011. |  | Alianza Lima - Copa Inca : - Finaliste : 2015. |